# The Cleaning Lady
The Cleaning Lady es una serie de televisión de drama estadounidense desarrollada por Miranda Kwok, basado en la serie de televisión argentina La chica que limpia. Se estrenó en Fox el 3 de enero de 2022. En mayo de 2024, la serie fue renovada para una cuarta temporada, que se estrenó el 25 de marzo de 2025. En junio de 2025, la serie fue cancelada tras cuatro temporadas.

## Sinopsis
La serie sigue a Thony De La Rosa, una doctora camboyana indocumentada viviendo en Las Vegas. Thony trabaja como servicio de limpieza, y acepta cualquier trabajo de limpieza que pueda conseguir para ahorrar dinero para el tratamiento de la enfermedad autoinmune de su hijo. Una noche, Thony es testigo de un asesinato y es descubierta escondida por el autor, Arman Morales. Éste le ofrece un trabajo tanto de limpieza de escenas de crímenes como de médico dentro de su organización criminal, que podría estar bien pagado para ayudar a su hijo y a su familia. Ahora, Thony comienza a vivir una doble vida, guardando secretos a su familia, mientras limpia escenas de asesinatos y esquiva la ley.

## Elenco

### Principal
- Élodie Yung como Thony De La Rosa
- Adan Canto como Arman Morales (temporadas 1–2)
- Oliver Hudson como Garrett Miller (temporadas 1–2)
- Martha Millan como Fiona De La Rosa
- Sebastien y Valentino LaSalle (temporadas 1–3) y Khalen Roman Sanchez (temporada 4) como Luca De La Rosa
- Sean Lew como Chris
- Faith Bryant como Jaz
- Eva De Dominici como Nadia Morales (temporadas 2–3; recurrente temporada 1)
- Naveen Andrews como Robert Kamdar (temporada 2)
- Kate del Castillo como Ramona Sanchez (temporadas 3–4)
- Santiago Cabrera como Jorge Sanchez (temporadas 3–4)

### Recurrente
- Navid Negahban como Hayak Barsamian
- Ivan Shaw como Marco De La Rosa
- Jay Mohr como el concejal Eric Knight
- Liza Weil como Katherine Russo
- Shiva Negar como Isabel Barsamian
- Chelsea Frei como Maya Campbell (temporada 2)
- K.C. Collins como Tyler Jefferson (temporada 2)
- Ryan Sands como JD Harris (temporada 2)
- Jacqueline Obradors como Teresa Morales (temporada 3)[5]
- Jason Manuel Olazabal como Eduardo Morales (temporada 3)[5]
- Clayton Cardenas como Dante (temporadas 3)

## Episodios

### Temporadas
| Temporada | Temporada | Episodios | Episodios | Emisión original         | Emisión original        |
| Temporada | Temporada | Episodios | Episodios | Primera emisión          | Última emisión          |
| --------- | --------- | --------- | --------- | ------------------------ | ----------------------- |
|           | 1         | 10        | 10        | 3 de enero de 2022       | 14 de marzo de 2022     |
|           | 2         | 12        | 12        | 19 de septiembre de 2022 | 12 de diciembre de 2022 |
|           | 3         | 12        | 12        | 5 de marzo de 2024       | 21 de mayo de 2024      |
|           | 4         | 12        | 12        | 25 de marzo de 2025      | 3 de junio de 2025      |

### Primera temporada (2022)
| N.º en serie | N.º en temp. | Título                         | Dirigido por  | Escrito por                   | Fecha de emisión original | Código de prod. | Audiencia (millones) |
| ------------ | ------------ | ------------------------------ | ------------- | ----------------------------- | ------------------------- | --------------- | -------------------- |
| 1            | 1            | «TNT»                          | Michael Offer | Guion de: Miranda Kwok        | 3 de enero de 2022        | T54.10002       | 3.65                 |
| 2            | 2            | «The Lion's Den»               | Jon Amiel     | Miranda Kwok y Melissa Carter | 10 de enero de 2022       | T54.10102       | 3.28                 |
| 3            | 3            | «Legacy»                       | Marisol Adler | Denise Hahn                   | 24 de enero de 2022       | T54.10103       | 3.22                 |
| 4            | 4            | «Kabayan»                      | Lisa France   | Raf Green                     | 31 de enero de 2022       | T54.10104       | 3.55                 |
| 5            | 5            | «The Icebox»                   | Milan Cheylov | Eddie Serrano                 | 7 de febrero de 2022      | T54.10105       | 3.32                 |
| 6            | 6            | «Mother's Mission»             | Marie Jamora  | Michael Notarile              | 14 de febrero de 2022     | T54.10106       | 3.12                 |
| 7            | 7            | «Our Father, Who Art in Vegas» | Ken Biller    | Denise Hahn y Celena Cipriaso | 21 de febrero de 2022     | T54.10107       | 3.01                 |
| 8            | 8            | «Full on Gangsta»              | Marisol Adler | Raf Green y Charli Engelhorn  | 28 de febrero de 2022     | T54.10108       | 2.62                 |
| 9            | 9            | «Coming Home Again»            | Steven DePaul | Melissa Carter                | 7 de marzo de 2022        | T54.10109       | 2.94                 |
| 10           | 10           | «The Crown»                    | Milan Cheylov | Miranda Kwok                  | 14 de marzo de 2022       | T54.10110       | 2.75                 |

### Segunda temporada (2022)
| N.º en serie | N.º en temp. | Título                  | Dirigido por         | Escrito por                        | Fecha de emisión original | Código de prod. | Audiencia (millones) |
| ------------ | ------------ | ----------------------- | -------------------- | ---------------------------------- | ------------------------- | --------------- | -------------------- |
| 11           | 1            | «Sins of the Father»    | Milan Cheylov        | Melissa Carter                     | 19 de septiembre de 2022  | T54.10201       | 2.40                 |
| 12           | 2            | «Lolo and Lola»         | Eric Dean Seaton     | Miranda Kwok                       | 26 de septiembre de 2022  | T54.10202       | 2.24                 |
| 13           | 3            | «El Diablo Que Conoces» | TJ Scott             | Eddie Serrano                      | 3 de octubre de 2022      | T54.10203       | 2.31                 |
| 14           | 4            | «Bahala Na»             | Marie Jamora         | Michael Notarile y Celena Cipriaso | 10 de octubre de 2022     | T54.10204       | 2.26                 |
| 15           | 5            | «The Brit»              | Lou Diamond Phillips | Denise Hahn y Ross Knight          | 17 de octubre de 2022     | T54.10205       | 2.11                 |
| 16           | 6            | «Paradise Lost»         | S.J. Main Muñoz      | Jen Klein y Charli Engelhorn       | 24 de octubre de 2022     | T54.10206       | 2.22                 |
| 17           | 7            | «Truth or Consequences» | Ben Hernandez Bray   | Eddie Serrano y Sophie Hessekiel   | 7 de noviembre de 2022    | T54.10207       | 2.28                 |
| 18           | 8            | «Spousal Privilege»     | Chi-Yoon Chung       | Michael Notarile                   | 14 de noviembre de 2022   | T54.10208       | 2.07                 |
| 19           | 9            | «The Ask»               | Loren Yaconelli      | Denise Hahn                        | 28 de noviembre de 2022   | T54.10209       | 2.19                 |
| 20           | 10           | «Trust»                 | Tawnia McKiernan     | Jen Klein                          | 5 de diciembre de 2022    | T54.10210       | 1.54                 |
| 21           | 11           | «Sanctuary»             | Timothy Busfield     | Melissa Carter                     | 12 de diciembre de 2022   | T54.10211       | 2.09                 |
| 22           | 12           | «At Long Last»          | Milan Cheylov        | Miranda Kwok                       | 12 de diciembre de 2022   | T54.10212       | 2.09                 |

### Tercera temporada (2024)
| N.º en serie | N.º en temp. | Título                        | Dirigido por      | Escrito por                      | Fecha de emisión original | Código de prod. | Audiencia (millones) |
| ------------ | ------------ | ----------------------------- | ----------------- | -------------------------------- | ------------------------- | --------------- | -------------------- |
| 23           | 1            | «Arman»                       | Timothy Busfield  | Miranda Kwok                     | 5 de marzo de 2024        | T54.10301       | 1.83                 |
| 24           | 2            | «For My Son»                  | Timothy Busfield  | Denise Hahn y Celena Cipriaso    | 12 de marzo de 2024       | T54.10302       | 1.42                 |
| 25           | 3            | «El Camino del Diablo»        | Batán Silva       | Jen Klein y Charli Engelhorn     | 19 de marzo de 2024       | T54.10303       | 1.50                 |
| 26           | 4            | «Agua, Fuego, Tierra, Viento» | Batán Silva       | Eddie Serrano                    | 26 de marzo de 2024       | T54.10304       | 1.24                 |
| 27           | 5            | «All of Me»                   | Melissa Carter    | Michael Notarile y Yael Zinkow   | 2 de abril de 2024        | T54.10305       | 1.22                 |
| 28           | 6            | «El Reloj»                    | Catriona McKenzie | Jeannine Renshaw                 | 9 de abril de 2024        | T54.10306       | 1.14                 |
| 29           | 7            | «Velorio»                     | Timothy Busfield  | Jen Klein                        | 16 de abril de 2024       | T54.10307       | 1.31                 |
| 30           | 8            | «Know Thy Enemy»              | Mo McRae          | Eddie Serrano y Charli Engelhorn | 30 de abril de 2024       | T54.10308       | 1.24                 |
| 31           | 9            | «From The Ashes»              | Jennifer Phang    | Yael Zinkow y Patrick Emralino   | 7 de mayo de 2024         | T54.10309       | 1.11                 |
| 32           | 10           | «Smoke and Mirrors»           | Samir Rehem       | Denise Hahn                      | 14 de mayo de 2024        | T54.10310       | 1.11                 |
| 33           | 11           | «Fight or Flight»             | Ramaa Mosley      | Jeannine Renshaw                 | 21 de mayo de 2024        | T54.10311       | 0.85                 |
| 34           | 12           | «House of Cards»              | Tawnia McKiernan  | Miranda Kwok                     | 21 de mayo de 2024        | T54.10312       | 0.85                 |

### Cuarta temporada (2025)
| N.º en serie | N.º en temp. | Título                             | Dirigido por         | Escrito por      | Fecha de emisión original | Código de prod. | Audiencia (millones) |
| ------------ | ------------ | ---------------------------------- | -------------------- | ---------------- | ------------------------- | --------------- | -------------------- |
| 35           | 1            | «My Way»                           | Timothy Busfield     | Daniel Cerone    | 25 de marzo de 2025       | T54.10401       | 1.30                 |
| 36           | 2            | «Le Medecin»                       | Timothy Busfield     | Kelli Breslin    | 1 de abril de 2025        | T54.10402       | 1.15                 |
| 37           | 3            | «Mercy»                            | Romeo Tirone         | Eddie Serrano    | 8 de abril de 2025        | T54.10403       | 1.00                 |
| 38           | 4            | «Suspicious Minds»                 | Melissa Carter       | Helen Childress  | 15 de abril de 2025       | T54.10404       | 0.97                 |
| 39           | 5            | «Wrecking Ball»                    | Lou Diamond Phillips | Thomas Wong      | 22 de abril de 2025       | T54.10405       | 1.02                 |
| 40           | 6            | «Money, Power & Respect»           | Alan Caudillo        | Joelle Luman     | 29 de abril de 2025       | T54.10406       | 1.21                 |
| 41           | 7            | «Keep the Family Close»            | Mo McRae             | Kelli Breslin    | 6 de mayo de 2025         | T54.10407       | 1.10                 |
| 42           | 8            | «I Heard It Through the Grapevine» | Élodie Yung          | Noah Schechter   | 13 de mayo de 2025        | T54.10408       | 1.00                 |
| 43           | 9            | «Hearts on Fire»                   | Ramaa Mosley         | Patrick Emralino | 20 de mayo de 2025        | T54.10409       | 1.06                 |
| 44           | 10           | «Queen for a Day»                  | Lisa Demaine         | Helen Childress  | 27 de mayo de 2025        | T54.10410       | 1.17                 |
| 45           | 11           | «Killer Queen»                     | Tawnia McKiernan     | Eddie Serrano    | 3 de junio de 2025        | T54.10411       | 1.24                 |
| 46           | 12           | «As Time Goes By»                  | John Terlesky        | Daniel Cerone    | 3 de junio de 2025        | T54.10412       | 1.24                 |

## Producción

### Desarrollo
El 22 de octubre de 2019, se anunció que Warner Bros. Television había adquirido los derechos de remake de la serie de televisión argentina La chica que limpia, y estaba desarrollando una adaptación en inglés para Fox. Miranda Kwok se encargaría de desarrollar la adaptación de la serie, y Kwok también se encargaría de la producción ejecutiva junto con Melissa Carter y Shay Mitchell. El 23 de enero de 2020, Fox ordenó la producción de un piloto producido por Fox Entertainment y Warner Bros. Television, el primer piloto de Fox para la temporada de televisión 2020–21. La serie se retrasó finalmente hasta la temporada de televisión 2021–22 debido a la pandemia de COVID-19. El 7 de mayo de 2021, se anunció que Fox había ordenado la serie, compuesta por diez episodios de una hora de duración. El mismo día, se anunció a Michael Offer como director y productor ejecutivo del piloto. El 8 de noviembre de 2021, se anunció que la serie se estrenaría el 3 de enero de 2022. El 7 de abril de 2022, Fox renovó la serie para una segunda temporada que se estrenó el 19 de septiembre de 2022. El 25 de agosto de 2022, se informó que Kwok fue ascendida a showrunner, junto con Carter, para la segunda temporada. El 1 de febrero de 2023, Fox renovó la serie para una tercera temporada y Jeannine Renshaw se incorporó como productora ejecutiva y co-showrunner. La tercera temporada se estrenó el 5 de marzo de 2024. El 12 de mayo de 2024, Fox renovó la serie para una cuarta temporada. La cuarta temporada se estrenó el 25 de marzo de 2025. El 6 de junio de 2025, Fox canceló la serie tras cuatro temporadas.

### Casting
En marzo de 2020, Shannyn Sossamon, Adan Canto, Ginger Gonzaga y Vincent Piazza fueron elegidos para los papeles principales del piloto. Sin embargo, Sossamon abandonó el proyecto tras la lectura inicial del piloto. El 6 de abril de 2020, Élodie Yung fue elegida para sustituir a Sossamon en el papel protagónico. Se anunció que se cambiaría la etnia del personaje de Yung para que coincidiera con su origen camboyano, pero que se seguirían integrando aspectos de la cultura filipina. El 2 de julio de 2020, Fox extendió las opciones de reparto para el piloto hasta el 30 de septiembre, y la opción anterior expiró el 30 de junio. Debido a la pandemia, las opciones de reparto se ampliaron aún más el 2 de octubre de 2020. Tras el anuncio del pedido de la serie, se hizo público que Martha Millán había reemplazado a Gonzaga en la serie y que Piazza se había salido de la serie. Además, los gemelos Sébastien y Valentino LaSalle también fueron elegidos para un papel principal compartido. El 13 de julio de 2021, Oliver Hudson fue elegido para reemplazar a Piazza. El 21 de septiembre de 2021, Shiva Negar y Jay Mohr se unieron al elenco en papeles recurrentes. El 14 de diciembre de 2021, Liza Weil y Eva De Dominici fueron elegidas para papeles recurrentes. En agosto de 2022, De Dominici fue ascendida al reparto principal, mientras que Chelsea Frei fue elegida para un papel recurrente y Naveen Andrews se unió al reparto principal para la segunda temporada. El 27 de septiembre de 2022, K.C. Collins se unió al elenco en un papel recurrente para la segunda temporada. En diciembre de 2023, Kate del Castillo, Santiago Cabrera y Clayton Cárdenas fueron elegidos como nuevos personajes de la serie para la tercera temporada.

### Rodaje
El piloto comenzó a rodarse originalmente el 10 de marzo de 2020 en Nuevo México, pero la producción se suspendió tres días después debido a la pandemia de COVID-19. En julio de 2020, Fox se había comprometido a filmar el piloto junto con los otros cinco pilotos de la cadena ordenados para la temporada televisiva 2020-21, y la producción se reanudaría ese verano. Sin embargo, el rodaje se retrasó nuevamente hasta el 5 de octubre de 2020 y nuevamente hasta febrero de 2021.

## Recepción

### Críticas
En Rotten Tomatoes la serie tiene un índice de aprobación del 60%, basado en 15 reseñas, con una calificación promedio de 7/10. En Metacritic, tiene puntaje promedio de 53 sobre 100 en ponderación, basada en 8 reseñas, lo que indica «críticas mixtas o medias».

### Audiencias

#### Temporada 1
| N.º | Título                         | Fecha de emisión      | ÍA (18–49) | Audiencia (millones) | DVR (18–49) | Audiencia DVR (millones) | Total (18–49) | Audiencia total (millones) |
| --- | ------------------------------ | --------------------- | ---------- | -------------------- | ----------- | ------------------------ | ------------- | -------------------------- |
| 1   | «TNT»                          | 3 de enero de 2022    | 0.5        | 3.65                 | —           | —                        | —             | —                          |
| 2   | «The Lion's Den»               | 10 de enero de 2022   | 0.5        | 3.28                 | —           | —                        | —             | —                          |
| 3   | «Legacy»                       | 24 de enero de 2022   | 0.5        | 3.22                 | —           | —                        | —             | —                          |
| 4   | «Kabayan»                      | 31 de enero de 2022   | 0.6        | 3.55                 | —           | —                        | —             | —                          |
| 5   | «The Icebox»                   | 7 de febrero de 2022  | 0.5        | 3.32                 | —           | —                        | —             | —                          |
| 6   | «Mother's Mission»             | 14 de febrero de 2022 | 0.4        | 3.12                 | —           | —                        | —             | —                          |
| 7   | «Our Father, Who Art in Vegas» | 21 de febrero de 2022 | 0.4        | 3.01                 | —           | —                        | —             | —                          |
| 8   | «Full on Gangsta»              | 28 de febrero de 2022 | 0.4        | 2.62                 | —           | —                        | —             | —                          |
| 9   | «Coming Home Again»            | 7 de marzo de 2022    | 0.4        | 2.94                 | 0.3         | 1.82                     | 0.7           | 4.76                       |
| 10  | «The Crown»                    | 14 de marzo de 2022   | 0.4        | 2.75                 | 0.2         | 1.90                     | 0.6           | 4.66                       |

#### Temporada 2
| N.º   | Título                       | Fecha de emisión         | ÍA (18–49) | Audiencia (millones) | DVR (18–49) | Audiencia DVR (millones) | Total (18–49) | Audiencia total (millones) |
| ----- | ---------------------------- | ------------------------ | ---------- | -------------------- | ----------- | ------------------------ | ------------- | -------------------------- |
| 1     | «Sins of the Father»         | 19 de septiembre de 2022 | 0.4        | 2.40                 | 0.2         | 1.60                     | 0.5           | 4.00                       |
| 2     | «Lolo and Lola»              | 26 de septiembre de 2022 | 0.3        | 2.24                 | 0.2         | 1.46                     | 0.5           | 3.70                       |
| 3     | «El Diablo Que Conoces»      | 3 de octubre de 2022     | 0.4        | 2.31                 | 0.2         | 1.48                     | 0.5           | 3.79                       |
| 4     | «Bahala Na»                  | 10 de octubre de 2022    | 0.4        | 2.26                 | 0.2         | 1.34                     | 0.5           | 3.56                       |
| 5     | «The Brit»                   | 17 de octubre de 2022    | 0.3        | 2.11                 | 0.2         | 1.38                     | 0.5           | 3.49                       |
| 6     | «Paradise Lost»              | 24 de octubre de 2022    | 0.3        | 2.22                 | 0.2         | 1.30                     | 0.5           | 3.52                       |
| 7     | «Truth or Consequences»      | 7 de noviembre de 2022   | 0.3        | 2.28                 | 0.2         | 1.45                     | 0.5           | 3.72                       |
| 8     | «Spousal Privilege»          | 14 de noviembre de 2022  | 0.3        | 2.07                 | 0.2         | 1.30                     | 0.4           | 3.38                       |
| 9     | «The Ask»                    | 28 de noviembre de 2022  | 0.3        | 2.19                 | —           | —                        | —             | —                          |
| 10    | «Trust»                      | 5 de diciembre de 2022   | 0.2        | 1.54                 | —           | —                        | —             | —                          |
| 11–12 | «Sanctuary» / «At Long Last» | 12 de diciembre de 2022  | 0.3        | 2.09                 | —           | —                        | —             | —                          |

#### Temporada 3
| N.º   | Título                               | Fecha de emisión    | ÍA (18–49) | Audiencia (millones) | DVR (18–49) | Audiencia DVR (millones) | Total (18–49) | Audiencia total (millones) |
| ----- | ------------------------------------ | ------------------- | ---------- | -------------------- | ----------- | ------------------------ | ------------- | -------------------------- |
| 1     | «Arman»                              | 5 de marzo de 2024  | 0.2        | 1.83                 | —           | —                        | —             | —                          |
| 2     | «For My Son»                         | 12 de marzo de 2024 | 0.2        | 1.42                 | —           | —                        | —             | —                          |
| 3     | «El Camino del Diablo»               | 19 de marzo de 2024 | 0.2        | 1.50                 | 0.1         | 0.86                     | 0.3           | 2.36                       |
| 4     | «Agua, Fuego, Tierra, Viento»        | 26 de marzo de 2024 | 0.2        | 1.24                 | 0.1         | 0.86                     | 0.2           | 2.10                       |
| 5     | «All of Me»                          | 2 de abril de 2024  | 0.2        | 1.22                 | 0.1         | 0.84                     | 0.2           | 2.06                       |
| 6     | «El Reloj»                           | 9 de abril de 2024  | 0.1        | 1.14                 | 0.1         | 0.83                     | 0.2           | 1.97                       |
| 7     | «Velorio»                            | 16 de abril de 2024 | 0.2        | 1.31                 | 0.1         | 0.87                     | 0.3           | 2.18                       |
| 8     | «Know Thy Enemy»                     | 30 de abril de 2024 | 0.2        | 1.24                 | 0.0         | 0.67                     | 0.2           | 1.88                       |
| 9     | «From The Ashes»                     | 7 de mayo de 2024   | 0.1        | 1.11                 | 0.1         | 0.81                     | 0.2           | 1.92                       |
| 10    | «Smoke and Mirrors»                  | 14 de mayo de 2024  | 0.2        | 1.11                 | 0.1         | 0.74                     | 0.2           | 1.85                       |
| 11–12 | «Fight or Flight» / «House of Cards» | 21 de mayo de 2024  | 0.1        | 0.85                 | —           | —                        | —             | —                          |

#### Temporada 4
| N.º   | Título                             | Fecha de emisión    | ÍA (18–49) | Audiencia (millones) | DVR (18–49) | Audiencia DVR (millones) | Total (18–49) | Audiencia total (millones) |
| ----- | ---------------------------------- | ------------------- | ---------- | -------------------- | ----------- | ------------------------ | ------------- | -------------------------- |
| 1     | «My Way»                           | 25 de marzo de 2025 | 0.2        | 1.30                 | —           | —                        | —             | —                          |
| 2     | «Le Medecin»                       | 1 de abril de 2025  | 0.1        | 1.15                 | —           | —                        | —             | —                          |
| 3     | «Mercy»                            | 8 de abril de 2025  | 0.1        | 1.00                 | —           | —                        | —             | —                          |
| 4     | «Suspicious Minds»                 | 15 de abril de 2025 | 0.1        | 0.97                 | —           | —                        | —             | —                          |
| 5     | «Wrecking Ball»                    | 22 de abril de 2025 | 0.1        | 1.02                 | —           | —                        | —             | —                          |
| 6     | «Money, Power & Respect»           | 29 de abril de 2025 | 0.2        | 1.21                 | —           | —                        | —             | —                          |
| 7     | «Keep the Family Close»            | 6 de mayo de 2025   | 0.1        | 1.10                 | —           | —                        | —             | —                          |
| 8     | «I Heard It Through the Grapevine» | 13 de mayo de 2025  | 0.1        | 1.00                 | —           | —                        | —             | —                          |
| 9     | «Hearts on Fire»                   | 20 de mayo de 2025  | 0.2        | 1.06                 | —           | —                        | —             | —                          |
| 10    | «Queen for a Day»                  | 27 de mayo de 2025  | 0.1        | 1.17                 | —           | —                        | —             | —                          |
| 11–12 | «Killer Queen» / «As Time Goes By» | 3 de junio de 2025  | 0.2        | 1.24                 | —           | —                        | —             | —                          |